# Comté de Chiayi
Le comté de Chiayi (嘉義縣) est un comté du sud-ouest de la République de Chine (Taïwan), entourant mais ne comprenant pas la ville de Chiayi. Sa capitale est la ville de Taibao.

## Nom
L’ancien nom chinois était Tsu-lo-san (Chinois : 諸羅山 ; pinyin : Zhūluóshān ; Pe̍h-ōe-jī : Chu-lô-san), dérivé de l’appellation originelle en langue formosane Tirosen. Une version plus courte, Tsulo, a ensuite été utilisée pour appeler le comté de Tsulo, qui couvrait à l’origine les deux-tiers nord les moins développés de l’île. En 1704, la capitale du comté est transférée à Tsulosan, site de l’actuelle ville de Chiayi. Après la rébellion de Zhu Yigui de 1723, la taille du comté est réduite. En 1787, le comté et la ville sont renommés Kagee (嘉義 ; ‘’droiture de la justice’’) en hommage à la loyauté des citoyens pendant la rébellion de Lin Shuangwen. Au fil du temps, la prononciation va évoluer en Chiayi, nom tel qu’on le connaît actuellement. 

## Histoire

### Domination japonaise
À partir de 1920, durant l’administration japonaise sur Taïwan, l’aire de la préfecture de Tainan occupait l’actuel comté de Chiayi, la ville de Chiayi, Tainan et le comté de Yunlin.

### Après-guerre
Après le retour de Taïwan à la République de Chine le 25 octobre 1945, la région de l’actuel comté de Chiayi est administrée par le comté de Tainan. En octobre 1950, le comté de Chiayi est établi en tant que comté de la province de Taïwan. La ville de Chiayi est désignée comme chef-lieu.
En juillet 1982, la ville de Chiayi est élevée au rang de ville provinciale. En décembre 1981, le gouvernorat du comté de Chiayi avait été déplacé à Dongshiliao dans la ville de Taibao.
En mars 1982, le canton de Wufong est renommé canton d’Alishan. En juillet 1991, le canton de Taibao est réorganisé en tant que ville de Taibao. En novembre 1991, le gouvernorat du comté de Chiayi est déplacé de Dongshiliao au Nouveau village de Hsiangho dans la ville de Taibao. Le canton de Puzi est réorganisé en ville administrée par le comté en septembre 1992.

## Géographie
Le comté de Chiayi est situé dans la partie occidentale de Taïwan, il est délimité par le mont Yu à l’est, le détroit de Taïwan à l’ouest, la ville de Tainan au sud et le comté de Yunlin au nord. Il s’étend sur 1.903 km², soit environ 5,35% de la superficie de Taïwan. Le comté de Chiayi est situé le long du tropique du Cancer.

## Administration
Le comté de Chiayi est divisé en 2 villes, 2 communes urbaines, 13 cantons ruraux et 1 canton montagneux indigène. La ville de Taibao est le chef-lieu du comté et le siège du gouvernorat du comté de Chiayi. Le conseil du comté de Chiayi est cependant situé dans la ville de Puzi. Weng Chang-liang, membre du Parti démocrate progressiste, est l’actuel Magistrat du comté de Chiayi (chef de l’exécutif).

### Villes
1. Pozi (朴子市)
2. Taibao (太保市)

### Communes urbaines
1. Budai (布袋鎮)
2. Dalin (大林鎮)

### Cantons ruraux
1. Dabu (大埔鄉)
2. Dongshi (東石鄉)
3. Fanlu '番路鄉)
4. Liujiao (六腳鄉)
5. Lucao (鹿草鄉)
6. Meishan (梅山鄉)
7. Minxiong (民雄鄉)
8. Shuishang (水上鄉)
9. Xikou (溪口鄉)
10. Xingang (新港鄉)
11. Yizhu (義竹鄉)
12. Zhongpu (中埔鄉)
13. Zhuqi (竹崎鄉)

### Canton montagneux indigène
1. Alishan (阿里山鄉)

## Démographie

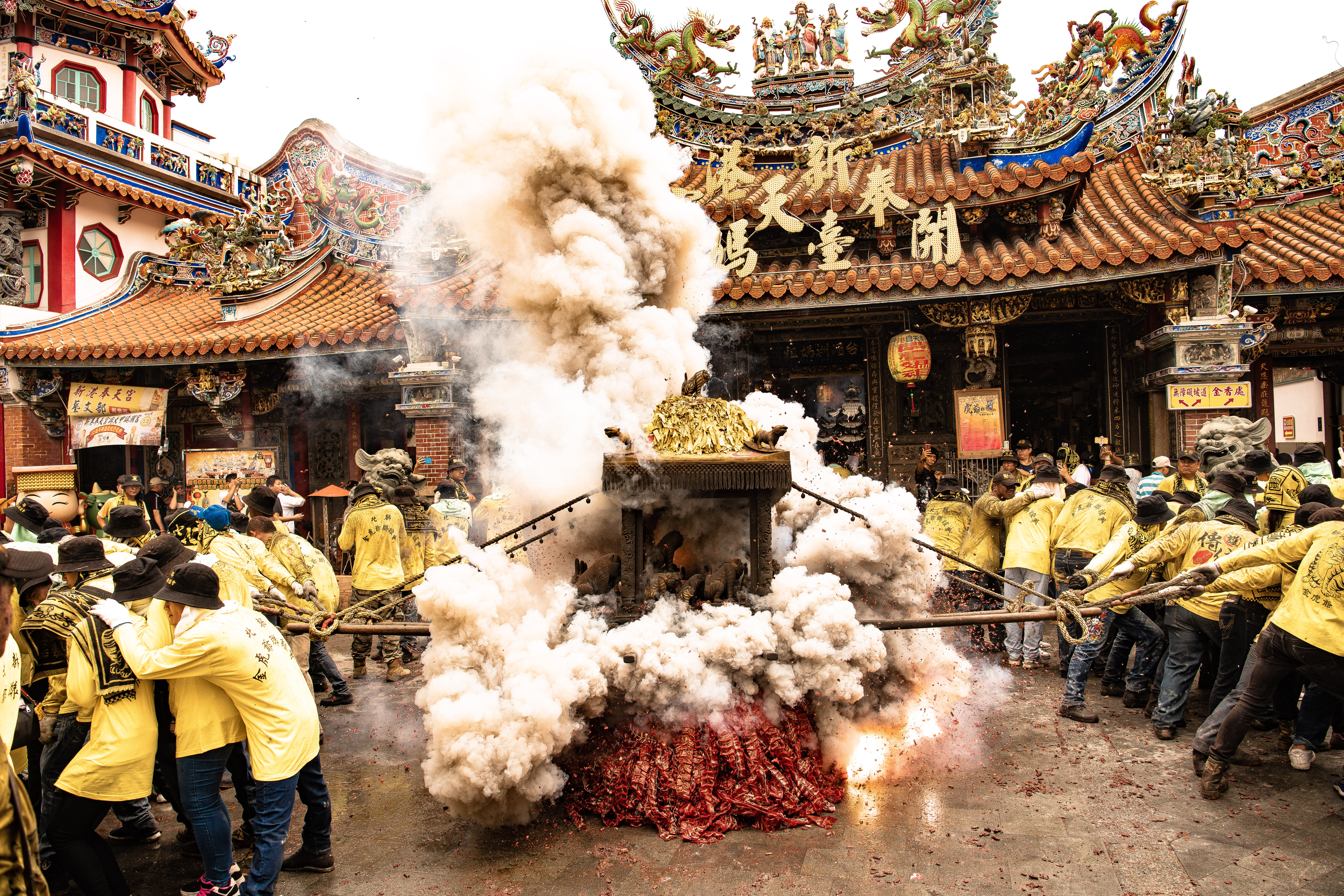
Le temple Feng Tien à Hsin Kang, dans le comté de Chiayi. Juillet 2019.

En décembre 2014, la population du comté de Chiayi était de 524.783 personnes. Le comté voit sa population décliner depuis 2009 à cause d’une forte migration et un taux de mortalité supérieur au taux de natalité.

## Éducation

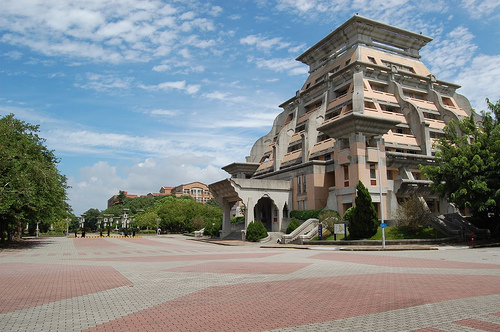
Université nationale Chung Cheng

Le comté de Chiayi accueille l’Université nationale Chung Cheng et l’Université nationale de Chiayi. Les universités privées incluent l’Université Chang Gung de science et technologie, l’Université Nanhua, l’Université Toko et l’Université WuFeng. L’éducation est sous la compétence du département éducatif du gouvernorat du comté de Chiayi.

## Économie
Ces 20 dernières années, le comté de Chiayi a été marginalisé économiquement en raison de sa situation géographique peu avantageuse, son manque d’infrastructure et son faible taux de terres industrielles pouvant permettre à des compagnies de s’implanter. Tous les parcs industriels du comté ont été construits avant 1981. Les industries se sont développées lentement dans le comté, freinant le développement économique et donc le développement urbain.
Trois parcs industriels, le Parc industriel Dapumei, le Parc industriel Ma Chou Hou et le Parc industriel Budai, sont actuellement planifiés. La forte présence d’industries dans les comtés et villes voisines participe également aux difficultés de développement économique du comté de Chiayi. 

## Énergie
La centrale hydroélectrique de Zengwen et la centrale au gaz de Chiahui ont une capacité respective de 50MW et 670MW.

## Attractions touristiques

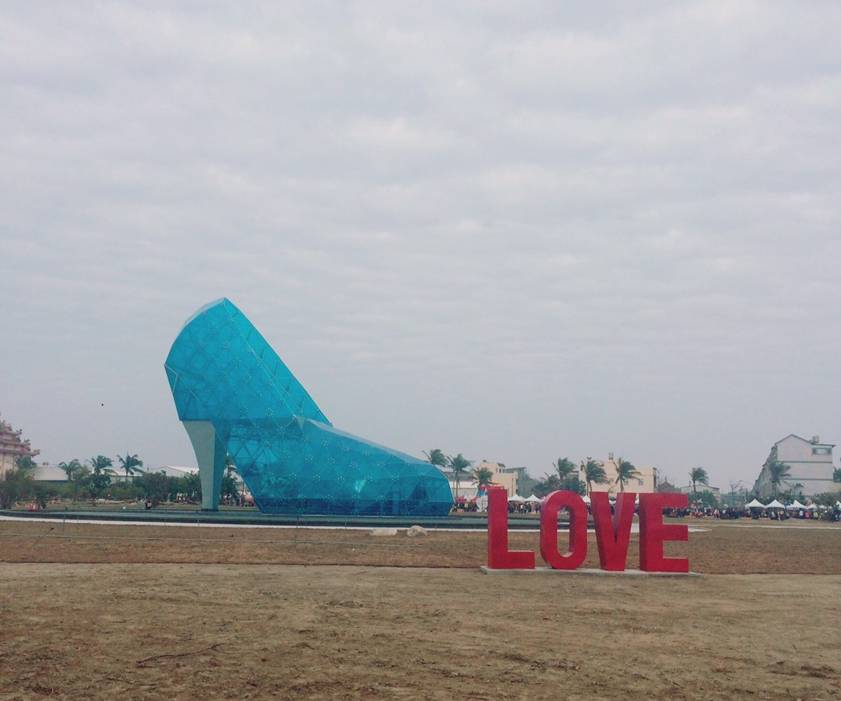
Image du "High-Heel Wedding Church" traduit de l'anglais en "L'église de mariage High-Heel".

### Musées
Les musées, centres culturels et monuments remarquables du comté de Chiayi sont le musée des beaux-arts Mei-Ling, le musée national de la radio, le musée du café Ping Huang, la branche sud du Musée national du Palais, le centre culturel du canton de Xikou et le Monument du tropique du Cancer.

### Nature
Entouré par les montagnes d’un côté et par la mer de l’autre, le comté de Chiayi compte trois parcs nationaux majeurs, à savoir la région panoramique d’Alishan, la région panoramique de la côté sud-ouest, et la région panoramique nationale de Siraya. On y trouve aussi le centre naturel Chukou, les marais Haomeiliao et le parc Meishan.

### Barrages
Le barrage Renyitan et le barrage Zengwen sont situés dans le comté.

### Bâtiments
C’est dans le comté qu’on trouve le quai des pêcheurs Dongshi, le centre artistique de Chiayi et l’église du talon-aiguille.

## Transports

### Aérien
Le comté de Chiayi est desservi par l’aéroport de Chiayi, situé à la jonction du canton de Shuishang et de la ville de Taibao, et voisin de la ville de Chiayi.

### Ferroviaire
La ligne à grande vitesse de Taïwan s’arrête à la gare de Chiayi dans la ville de Taibao. Les gares de l’administration ferroviaire de Taïwan (TRA) incluent la gare de Dalin, la gare de Minxiong, la gare de Nanjing et la gare de Shuishang. Le chemin de fer de la forêt d’Alishan conduit à la région panoramique d’Alishan, avec des gares aux cantons de Zhuqi, Meishan et Alishan.

### Maritime
Le port de Budai dans le canton de Budai offre un service de ferries jusqu’à la ville de Magong, à Penghu.

## Honneur
L'astéroïde (147918) Chiayi est nommé en son honneur. Cet astéroïde a été découvert à l'observatoire de Lulin, situé dans le comté de Chiayi.